# ۲ سریع و ۲ خشمگین
۲سریع و ۲خشمگین (به انگلیسی: 2 Fast 2 Furious) یا سریع و خشمگین ۲ فیلمی به کارگردانی جان سینگلتون محصول سال ۲۰۰۳ امریکا است. این دومین فیلم از سری فیلم‌های سریع و خشمگین است که از بازیگران اصلی آن می‌توان به پل واکر، ترسی گیبسون، اوا مندس، لوداکریس، دوون اوکی و کول هاسر اشاره کرد.

## خلاصه داستان
پلیس سابق «برایان اوکانر»، بخاطر فراری دادن دوست متهم‌اش، دستگیر می‌شود. اکنون به او فرصتی داده شده تا پلیس از مجازاتش چشم پوشی کند. او باید همراه یکی از دوستان قدیمی‌اش، به پلیس در دستگیری یک واردکننده مواد مخدر کمک کند.

## تولید
این فیلم به لحاظ فنی در واقع سومین فیلمی بود که تولیدکنندگان مجموعه ساختند. قبل از شروع پروژه دو نفر از عوامل - کارگردان و بازیگر نقش اصلی فیلم اول - حاضر به همکاری نشدند. وین دیزل با وجود پیشنهاد ۲۵ میلیون دلاری به دلیل راضی نبودن از فیلمنامه، از حضور در این پروژه صرف نظر کرد. برای توضیح متعارف خروج او، یک فیلم کوتاه شش دقیقه ای تحت عنوان «شارژ توربو» در سال ۲۰۰۳ ساخته شد و شکاف های موجود بین وقایع فیلم های اول و دوم را به یکدیگر مرتبط ساخت. فیلم کوتاه، واکر را در نقش کاراکتر اوکانر نشان می داد که بعد از فیلم اول از دست پلیس فرار می کند و به سمت میامی می رود.